# Castiglione dei Pepoli
Castiglione dei Pepoli (en dialecte bolonyès: Castión) és un comune (municipi) de la Ciutat metropolitana de Bolonya (antiga província de Bolonya), a la regió italiana d'Emília-Romanya, situat uns 40 km al sud-oest de Bolonya.
Pren el seu nom de la família de nobles Pepoli de Bolonya.
L'asteroide "400193 Castión" pren el seu nom del nom bolonyès de la població. La nomenclatura oficial va ser publicada pel Minor Planet Center el 25 de setembre de 2018 (M.P.C. 111804).

## Ciutats agermanades
Castiglione dei Pepoli està agermanat amb:
- Nogent-sur-Marne, França